# Bucculatrix longula
Bucculatrix longula är en fjärilsart som beskrevs av Braun 1963. Bucculatrix longula ingår i släktet Bucculatrix och familjen kronmalar. Inga underarter finns listade i Catalogue of Life.